# Politop
Politóp je v geometriji geometrijski objekt z ravnimi stranskimi ploskvami, ki lahko obstaja v poljubnem številu razsežnosti. Najenostavnejša oblika politopa je mnogokotnik, ki je politop v dveh razsežnostih, polieder je politop v treh razsežnostih, politop v štirih razsežnostih pa se imenuje polihoron. Nekatere teorije poznajo še nepovezane politope kot so apeirotopi in teselati in abstraktni politopi. 
Kadar se obravnava n-razsežno posplošitev, se rabi izraz n-politop. 
Izraz politop je skoval matematik Reinhold Hoppe, ki je v glavnem pisal v nemščini. Pozneje so izraz pričeli uporabljati tudi drugi.

## Elementi
| razsežnost elementa     | ime elementa (v n-politopu)                                    |
| ----------------------- | -------------------------------------------------------------- |
| − 1                     | ničelni politop (potreben v abstraktni teoriji)                |
| 0                       | oglišče                                                        |
| 1                       | rob                                                            |
| 2                       | stranska ploskev                                               |
| 3                       | celica                                                         |
| 4                       | hipercelica                                                    |
| {\displaystyle \vdots } | {\displaystyle \vdots }                                        |
| j                       | j-stranska ploskev – element ranga j = − 1, 0, 1, 2, 3, ..., n |
| {\displaystyle \vdots } | {\displaystyle \vdots }                                        |
| n − 3                   | vrh – stranska ploskev (n−3)                                   |
| n − 2                   | greben ali podfaceta – stranska ploskev (n−2)                  |
| n − 1                   | faceta – stranska ploskev (n−1)                                |
| n                       | telo – stranska ploskev n                                      |

## Posebni primeri politopov

### Regularni politopi
Regularni politopi so razred visoko simetričnih in lepih politopov, ki vključujejo platonska telesa. 

### Konveksni politopi
Najenostavnejše oblika politopa je konveksni politop. Konveksni politop je običajno presek množice polprostorov. 

### Abstraktni politopi
Abstraktni politopi so delno urejena množica elementov oziroma članov. 

### Zvezdasti politopi
Zvezdasti politopi so nekonveksni politopi. Ti politopi sekajo samega sebe. 

### Sebi dualni politopi
V dveh razsežnostih so to vsi pravilni mnogokotniki sebi dualni. 
V treh razsežnostih so tetraeder ter kanonske mnogokotniške piramide in podaljšane piramide sebi dualne. 
V višjih razsežnostih je vsak pravilen n-simpleks, ki ima Schläflijev simbol enak {\displaystyle {3^{n}\!\,}} sam sebi dualen. 
Razen tega je tudi 24-celica v 4-razsežnostih, če ima Schläflijev simbol enak {\displaystyle {3,4,3}\!\,}, sebi dualna.